# Thankmar von Münchhausen (éditeur)
Pour les articles homonymes, voir Thankmar von Münchhausen et Münchhausen.
Le baron Thankmar von Münchhausen (1893-1979) est un juriste allemand, propriétaire terrien et antiquaire, qui édita des œuvres de Rilke.

## Biographie
Après des études secondaires à Berlin, Thankmar von Münchhausen étudie l'économie et le droit à Paris où il rencontre Henri-Pierre Roché, Franz Hessel, Pablo Picasso, Marcel Duchamp et Marie Laurencin, avec qui il passe une partie de l'été 1912. Sa correspondance avec le poète Rilke a été publiée en 2004.